# Francisco Javier Venegas
Pour les articles homonymes, voir Venegas.
Francisco Javier Venegas de Saavedra, marqués de la Reunión y de Nueva España (1754 à Zafra - 1838 à Madrid) est un officier de l'armée espagnole et vice-roi de Nouvelle-Espagne du 14 septembre 1810 au 4 mars 1813, durant la première phase de la guerre d'indépendance du Mexique.

## Carrière militaire
Il commence des études littéraires mais se tourna rapidement vers une carrière militaire. Il obtient le grade de lieutenant-colonel, en prenant part à la guerre contre la République Française, comme à la bataille du Boulou en 1794 ou il est blessé. Il est retiré du service actif lors de l'invasion de l'Espagne par Napoléon mais il reprend alors du service. Il prend part à la bataille de Bailén et est nommé commandant de division en Andalousie. Durant la campagne il démontre son intelligence, son courage et son énergie, ce qui lui permet avec la protection du ministre Saavedra de gravir rapidement les échelons de la hiérarchie.
En 1810 il est nommé gouverneur de Cadix, siège du gouvernement Espagnol résistant à la France. Il sert à ce poste lorsque la Junte de Cadix le nomme vice-roi de Nouvelle-Espagne.

## Vice-roi
Il arrive à Veracruz le 28 août 1810 et fait son entrée officielle à Mexico le 14 septembre 1810 pour y prendre ses fonctions. L'une de ses premières mesures est de ratifier le décret suspendant le tribut versé par les indiens et les mulâtres.
Il interdit toute publication susceptible de propager les idées révolutionnaires. Il instaure des tribunaux de police spéciaux et une junte militaire dans la capitale de chaque province de Nouvelle-Espagne.

## Insurrection
Deux jours après l'entrée en fonction de Venegas, le Père Miguel Hidalgo y Costilla lance publiquement le Grito de Dolores (le cri de Dolores) et appelle ses fidèles à la rébellion. Les Mexicains considèrent le Grito de Dolores, le 16 septembre 1810, comme la naissance du pays.
Ce cri est "¡Viva la Independencia! ¡Viva América! ¡Muera el mal gobierno!" (Vive l'indépendance ! Vive l'Amérique ! Mort au mauvais gouvernement !). Il est répété chaque année le 16 septembre par le président du Mexique.
Venegas comprend immédiatement qu'il ne s'agit pas de troubles mineurs. Rapidement il charge l'armée de supprimer les rebelles. Il dégarnit la capitale de ses troupes pour les envoyer à la rencontre des révolutionnaires. Il ordonne au clergé de prêcher contre les insurgés.
Après la prise de Celaya (21 septembre), Guanajuato (28 septembre), Zacatecas (7 octobre) et Valladolid (17 octobre) par les rebelles, Venegas commence à les appeler insurgentes, c'est ainsi qu'on les désigne aujourd'hui encore au Mexique. Il lève le régiment Tres Villas, composé de troupes de Córdoba, Xalapa et Orizaba ainsi que d'un contingent de 500 esclaves noirs affranchis des haciendas de Gabriel J. de Yermo. Ces troupes sont placées sous le commandement du lieutenant-colonel Torcuato Trujillo.
le 19 octobre 1810, à Vallodalid, le Père Hidalgo promulgue un décret de libération des esclaves. Le 29 novembre, à Guadalajara, il l'élargit à toute la Nouvelle-Espagne et abolit également les paiements de tribut.
Trujillo sait que les insurgés marchent maintenant vers la capitale depuis Tepetongo à Toluca, aussi fait-il mouvement pour occuper cette dernière. (Toluca est à moins de 75 km de Mexico.) Toluca, doit cependant être abandonnée par les royalistes qui se replient dans un canyon connu sous le nom de Monte de las Cruces. Là, les insurgés sous la conduite d'Hidalgo et d'Ignacio Allende défont les royalistes le 30 octobre 1810. Trujillo, Agustín de Iturbide, et d'autres dirigeants royalistes parviennent à s'échapper.
Venegas est alors aux abois. Il lève un bataillon de volontaires qu'il stationne au Paseo de Bucareli, à l'extrême ouest de la ville. Cependant, dans une phase d'apparente indécision, le Père Hidalgo, après une série de triomphes et alors que la capitale sans défense s'offre à lui, ordonne la retraite vers Vallodalid. Aujourd'hui encore on ne s'explique pas les raisons de sa décision.
Après la retraite des insurgés, Venegas commence une action décisive à leur encontre. Il ordonne au général Félix María Calleja de venir à l'aide de la capitale depuis San Luis Potosí. Dans sa marche de Querétaro à Mexico, Calleja rencontre les insurgés dans les plaines de San Jerónimo Aculco, où il les défait et les décime le 7 novembre. Un autre groupe de rebelles prend Guadalajara le 11 novembre. Calleja reprend Guanajuato le 25 novembre et Guadalajara le 21 janvier 1811.
Calleja défait à nouveau les insurgés lors de la bataille de Puente de Calderón le 17 janvier 1811. Les rebelles sont sur le point de remporter la victoire lorsqu'une grenade fait exploser un wagon de munitions dans leur camp, jetant la confusion. Les royalistes en tirent avantage et mettent en déroute les insurgés. Une partie des rebelles parvient à faire retraite vers le nord où espèrent-ils, ils obtiendront une aide morale et matérielle de la part des États-Unis.
Cependant les principaux dirigeants rebelles — Hidalgo, Allende, Juan Aldama, Jiménez and Abasolo — sont faits prisonniers à Acatita de Baján le 21 mars 1811. Ils sont envoyés à Chihuahua, où, le 26 juillet 1811 Allende, Aldama et Jiménez sont fusillés pour trahison. Hidalgo est fusillé le 30 juillet 1811. Abasolo est condamné à la prison à perpétuité, il mourra à Cadix en 1816.
Venegas pense maintenant que l'insurrection est terminée mais c'est alors qu'arrive les nouvelles des activités d'Ignacio López Rayón au centre du pays et les victoires du Père José María Morelos au sud. Des guérillas se développent dans tout le pays. Les troupes royalistes fusillent leurs prisonniers sur le champ et le moindre soupçon de collaboration avec les insurgés conduit en prison.

## La Constitution de Cadix
La Junte de Cadix écrit et promulgue la première Constitution espagnole en 1812 et ordonne sa publication dans toutes les possessions espagnoles. Venegas, qui soutient l'absolutisme (alors que cette constitution est libérale), retarde sa publication en Nouvelle-Espagne de 24 jours. Les officiels du gouvernement de Nouvelle-Espagne ont juré de la respecter le 30 septembre 1812, mais ce n'était que des mots car Venegas avait décrété l'état de siège. (Moins de deux ans plus tard le Vice-roi suivant, le général Calleja, la déclarera nulle et non avenue en Nouvelle-Espagne). Profitant de l'état de siège, Venegas n'applique pas d'autres directives de la Junte. Après maintes hésitations il publie la loi concernant la liberté de la presse mais l'abolit presque aussitôt prétextant que "des abus ont été commis".

## Révocation et retour en Espagne
La Junte de Cadix blâme Venegas pour ces mesures arbitraires qui, pense-t-elle, ont empêché la pacification du pays. L'Audiencia de Mexico et le Parti espagnol de Nouvelle-Espagne l'accusent au contraire de mollesse dans la lutte contre la rébellion. Il est relevé de son poste le 16 septembre 1812, mais cela ne prend effet que le 4 mars 1813, lorsque le général Calleja est installé en tant que vice-roi.
Venegas rentre alors immédiatement en Espagne, où le Roi le récompense avec le titre de Marqués de la Reunión y de Nueva España. Il est capitaine général de Galice lorsqu'il meurt en 1838.